# Cubo de Benavente
Pour les articles homonymes, voir Benavente (homonymie).
Cubo de Benavente est une municipalité espagnole de la communauté autonome de Castille-et-León et de la province de Zamora. En 2015, elle comptait 116 habitants.

## Géographie
Située dans la partie la plus septentrionale de la province de Zamora, dans la région de Benavente y Valles, la commune appartient à la circonscription électorale de Benavente.

## Histoire
Au Moyen Âge, le territoire sur lequel se situe la ville est intégré au Royaume de León, dont les monarques auraient entrepris la fondation de Cubo de Benvente.
Plus tard, à l'époque moderne, Cubo de Benavente était l'une des villes qui a été intégrée dans la province de Tierras del Conde de Benavente et mise sous le contrôle de Benavente.

## Source
- (es) Cet article est partiellement ou en totalité issu de l’article de Wikipédia en espagnol intitulé « Cubo de Benavente » (voir la liste des auteurs).

1. ↑  (es) « Nuestros Ayuntamientos », sur Diputacion de Zamora
2. ↑  Iñaki Martín Viso, Poblamiento y estructuras sociales en el norte de la Península Ibérica : siglos VI-XIII, Ediciones Universidad de Salamanca, 2000 (ISBN 84-7800-914-0 et 978-84-7800-914-5, OCLC 45765515, lire en ligne)
3. ↑  Carlos Javier Salgado Fuentes, La evolución de la identidad regional en los territorios del antiguo Reino de Léon (Salamanca, Zamora, León), 2016 (ISBN 978-84-9012-602-8 et 84-9012-602-X, OCLC 975830729, lire en ligne)